# Ruellia pulverulenta
Ruellia pulverulenta är en akantusväxtart som beskrevs av Emery Clarence Leonard. Ruellia pulverulenta ingår i släktet Ruellia och familjen akantusväxter. Inga underarter finns listade i Catalogue of Life.